# Pierrevillers
Pierrevillers – miejscowość i gmina we Francji, w regionie Grand Est, w departamencie Mozela.
Według danych na rok 1990 gminę zamieszkiwało 1 365 osób, a gęstość zaludnienia wynosiła 234 osób/km² (wśród 2335 gmin Lotaryngii Pierrevillers plasuje się na 292. miejscu pod względem liczby ludności, natomiast pod względem powierzchni na miejscu 935.).